# آشپزی پنانگی

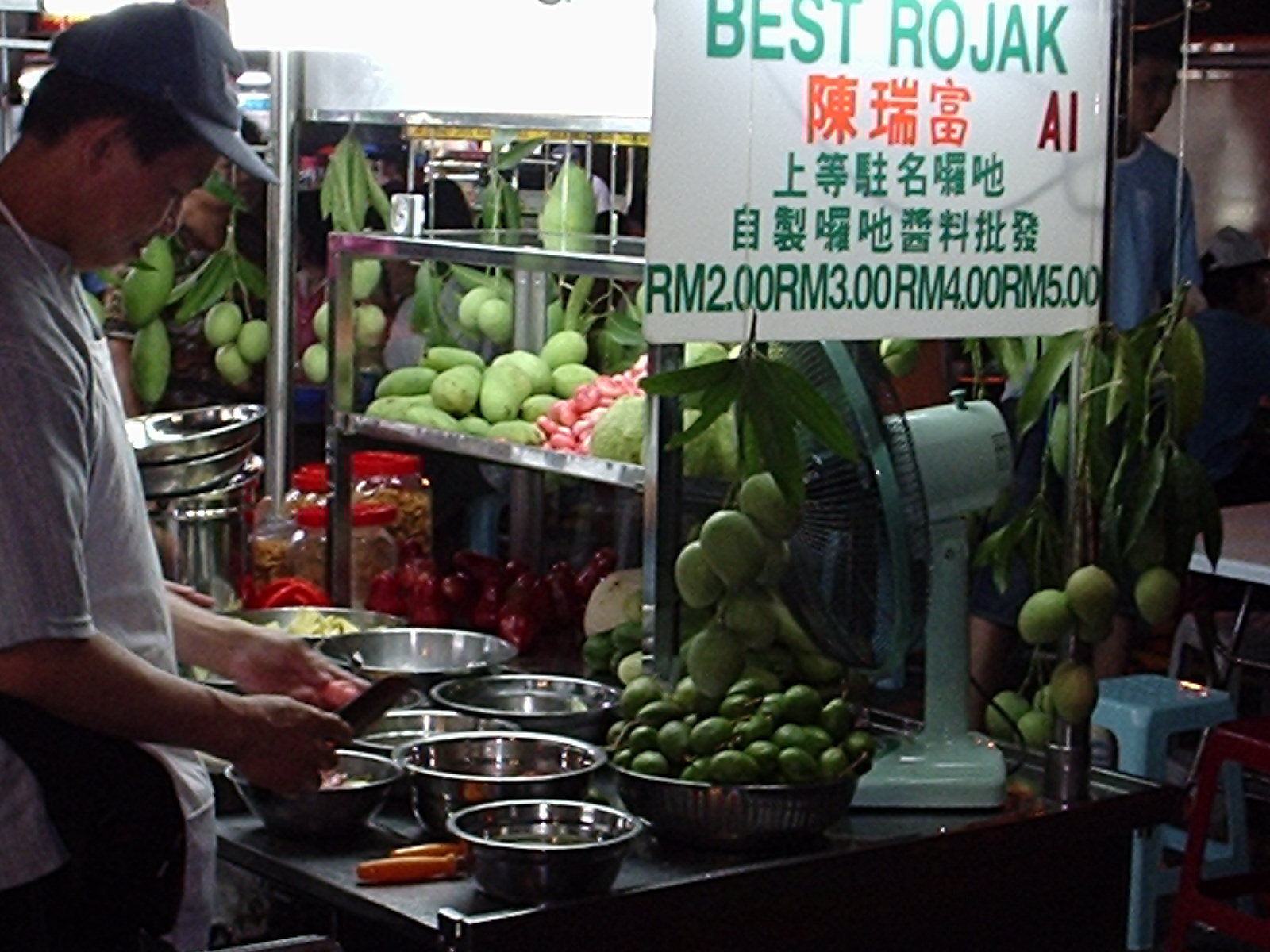
دکه دستفروش، در حال فروش روجاک.

آشپزی پنانگی (به انگلیسی: Penang cuisine) پخت و پزی از جامعه چندفرهنگی پنانگ، مالزی است. بیشتر این غذاها در کنار جاده برای فروش عرضه می‌شوند، که به غذای دستفروش و در گفتگوی عامیانه به چرخ دستی ماکَن معروف هستند. پنانگی‌های بومی به‌طور معمول، به خاطر اینکه دکه‌های دستفروشی همه جا در دسترس هستند و در بیشتر اوقات روز و شب مشغول فعالیت هستند، خرید کردن از این دکه‌ها را راحت تر و مقرون به صرفه تر می‌پندارند. در روز ۲۲ فوریه ۲۰۱۳، جزیره پنانگ توسط سی ان ان تراول به عنوان یکی از ده شهر برتر غذاهای خیابانی در آسیا انتخاب شد. هم چنین پنانگ در سال ۲۰۱۴، توسط لونلی پلانت به عنوان بهترین مقصد در حوزهٔ آشپزی، انتخاب شده‌است.

## اسنک‌ها
هندی
- اپام (تامیل: அப்பம்)- پنکیک به سبک هندی با لایه ای نازک. این خوراکی در بخش میانی دارای ویژگی نرم و ضخیم است ولی در بخش بیرونی ترد و برشته است. برخلاف اپام بالیک، هیچگونه مواد غذایی خاصی برای قرار گرفتن روی آن در نظر گرفته نشده‌است.
- اپالم (تامیل: அப்பளம்)- یک تردک نازک و برشته دیسکی شکل است که به‌طور مرسوم بر اساس یک خمیر چاشنی دار تهیه شده از ماش سیاه (آرد ماش سیاه) می‌باشد که یا تحت حرارت خشک (با انجام حرکت سریع روی آتش) پخته شده یا با روش سرخ کردن درست می‌شود. می‌توان از آرد تهیه شده از منابع غذایی دیگر همچون عدس، نخود، برنج یا سیب زمینی هم برای درست کردن آن استفاده کرد.
- بجی (تامیل: பஜ்ஜி)- اسنک تند هندی شبیه فریتر.[۳]

مالایی
- اوتاک-اوتاک - فیله ماهی که با شیر نارگیل، برگ‌های لیموی کفیر، گیاهان معطر و ادویه‌هایی که تندو قوی نیستند آمیخته شده‌است که کمابیش به نوعی موس ماهی (fish mousse) در می‌آید. موس ماهی را در برگ موز پیچانده، بخارپز یا گریل می کننند. گفته شده که خاستگاه این خوراکی از جوهور است.

## غذاهای اصلی
- بریانی - که به ناسی بریانی هم معروف است و انواع متفاوت زیادی از این غذا وجود دارد.
- ناسی کاندار - غذای برنج پخارپز که می‌تواند ساده یا با کمی چاشنی مزه دار شده باشد و به همراه خورش کاری‌های متنوع و مخلفات جانبی ارائه می‌شود. در محلی به نام لاین کلر (Line Clear) نزدیک گذرگاه پنانگ، این غذا در آنجا معروف است.
- پاسمبور - سالاد با طعم تند شامل خرده‌ریزهای سرخ شده و سبزی رنده شده که توسط هندی‌های مسلمان فروخته می‌شود.
- پلو جوجه هاینانس - غذایی که سرچشمه آن از هاینانی است که شامل برنج پخته شده در آب مرغ است و همراه با مرغ برشته یا بخارپز ارائه می‌شود، گاهی اوقات در کنار آن برش‌هایی از خیار، جوانه حبوبات، پیازچه و جعفری قرار داده می‌شود.
- هاکین می
- پنانگ لاکسا
- ناسی لمونی